# 해돋이

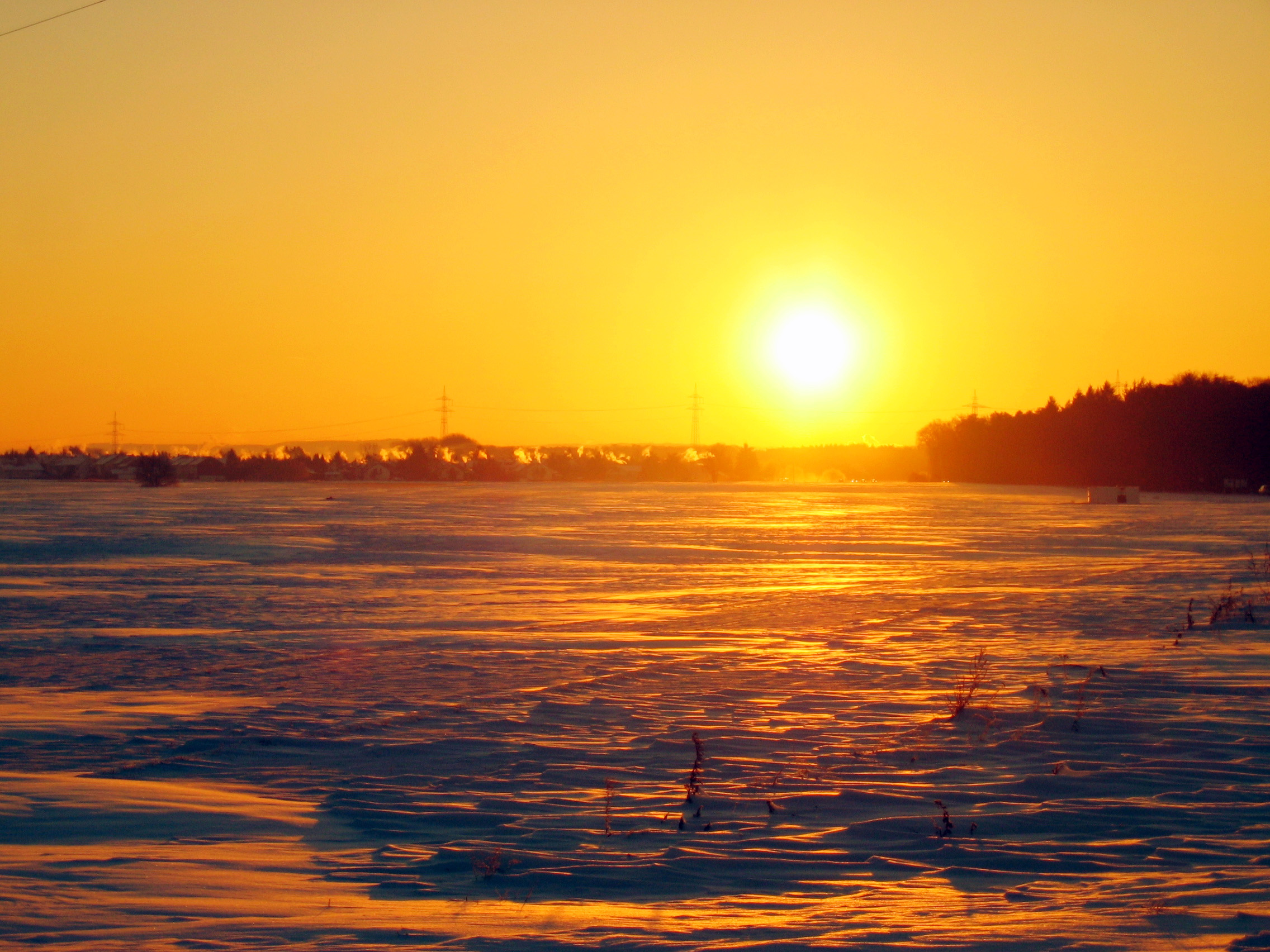
해돋이

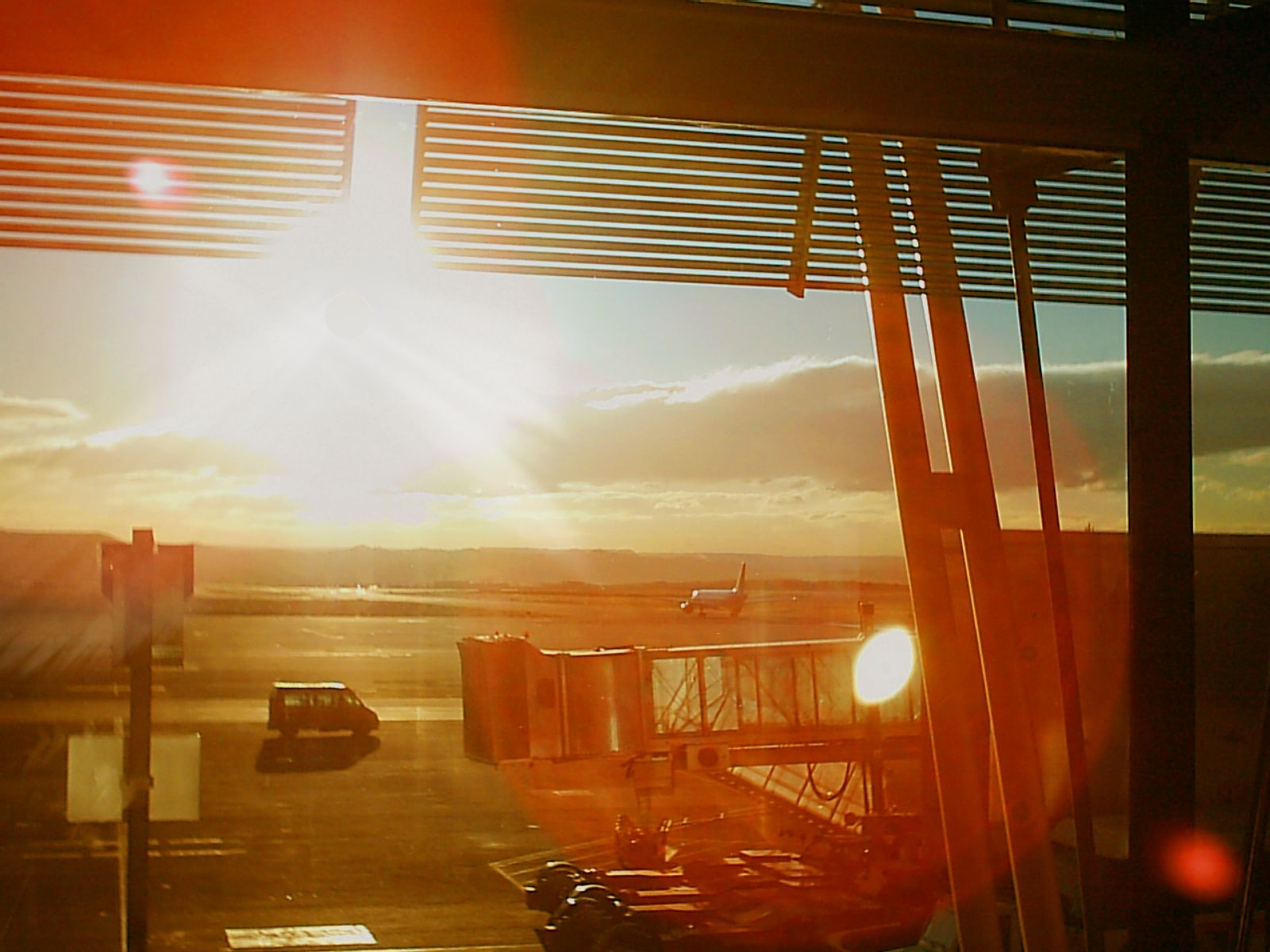
Amanecer en la T4

해돋이 또는 일출(日出)은 새벽에 태양의 윗부분이 지평선에 접하는 순간부터 점차 보이는 것을 말하는 것이다. 반대로 태양이 지는 것을 해넘이 또는 일몰이라고 한다. 해돋이와 해넘이의 시각은 계절에 따라 변하며, 새벽에 태양의 윗부분이 지평선에 접해서 보이는 순간 지구를 둘러싼 대기의 밀도로 인하여 태양광선은 대기를 통과할 때에 굴절되어 보인다. 해돋이를 구경하거나 맞이하는 것을 해맞이라고 한다.

## 문화
- 대한민국 - 1월 1일 새해 첫날 아침에 해돋이를 보기 위해서 대한민국에서는 동해안 부근에 많은 관광객이 몰리기도 한다.

- 조선민주주의인민공화국 - 해돋이를 보러 가기 위해 금강산이나 원산 일대에 관광객이 몰리는 경우도 있지만 북한 같은 경우, 해돋이 관광하는 양식 역시 대한민국에 비해 매우 제한적이기도 하다.
- 일본 - 해돋이는 주로 도쿄나 홋카이도의 남동부 지역에 위치한 노삿푸 곶 등을 위주로 해돋이를 맞이하는 경우가 있어 관광 수요 역시 규슈보다 더 뛰어나다.

- 중화인민공화국 - 해돋이를 상하이 등 동쪽 지역에 거의 집중되는 경우도 있고 내륙부의 경우 동해와 맞닿아 있는 훈춘이나 백두산에 거의 의존한다.

- 러시아 - 지역마다 다르지만, 주로 극동 러시아 공화국에 거의 집중되어 있다.

- 미국 - 해돋이를 보러 가기 위해 휴양도시인 하와이, 마이애미에 대거 몰리는 경우도 있기도 하나, 관광 수요 역시 높은 편이기도 하다.

## 사진

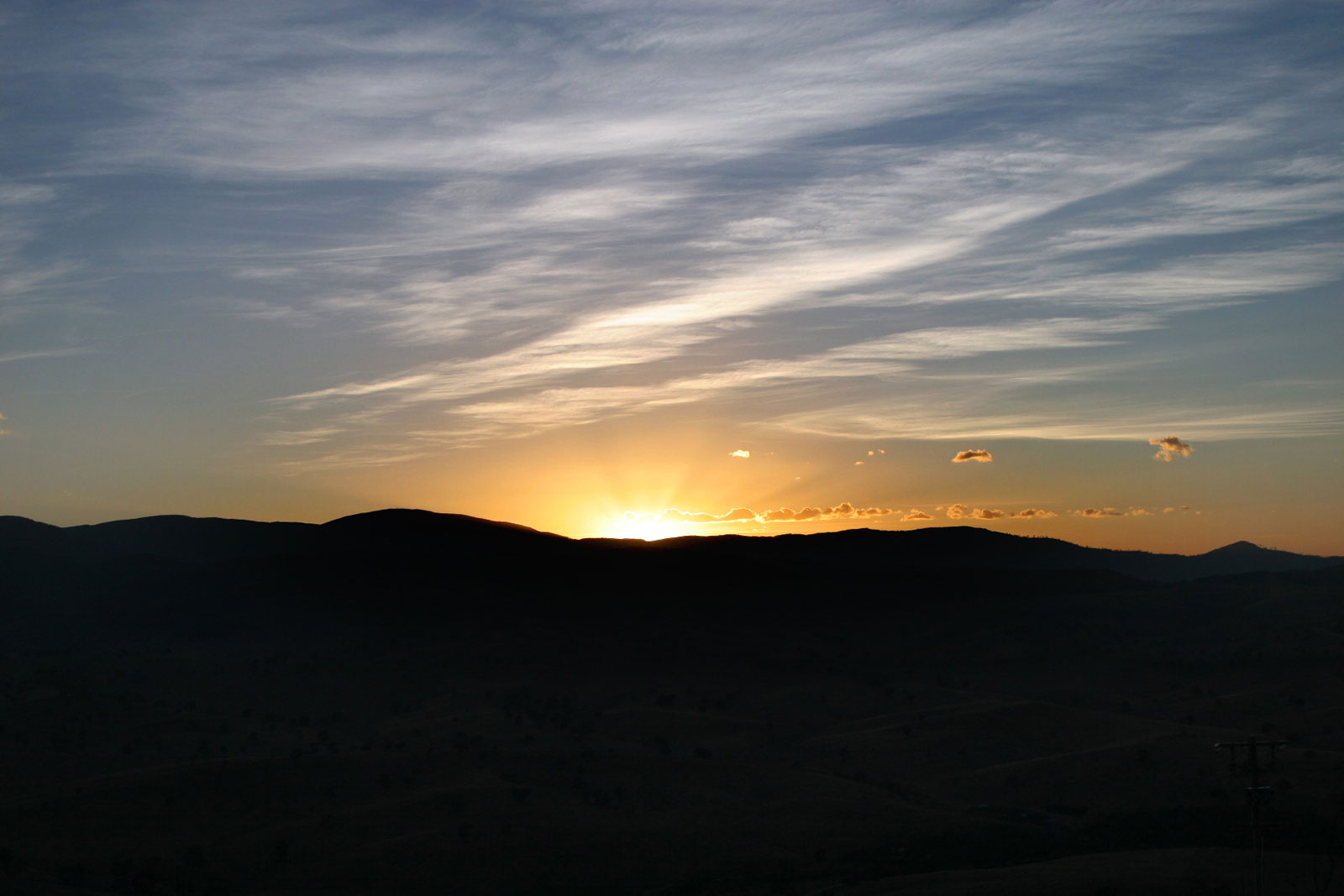
산속에서 바라본 해돋이 전경
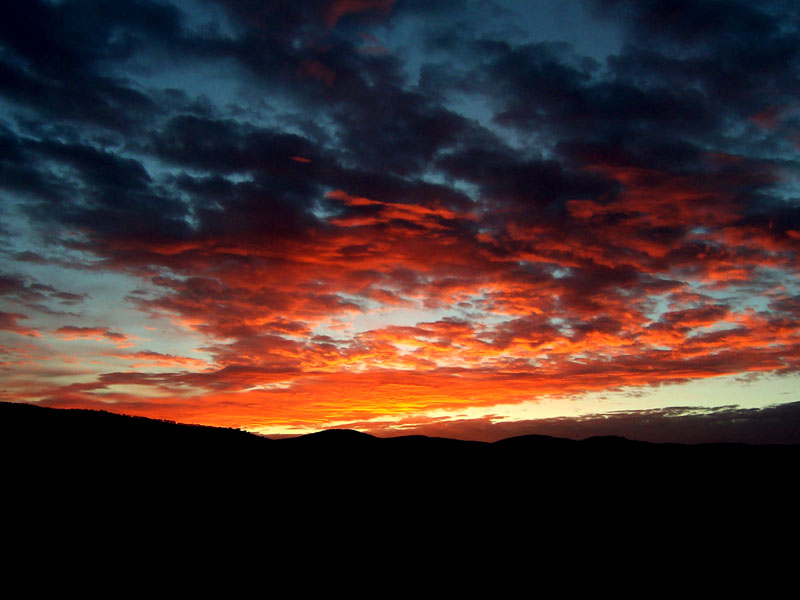
붉은 해돋이 전경
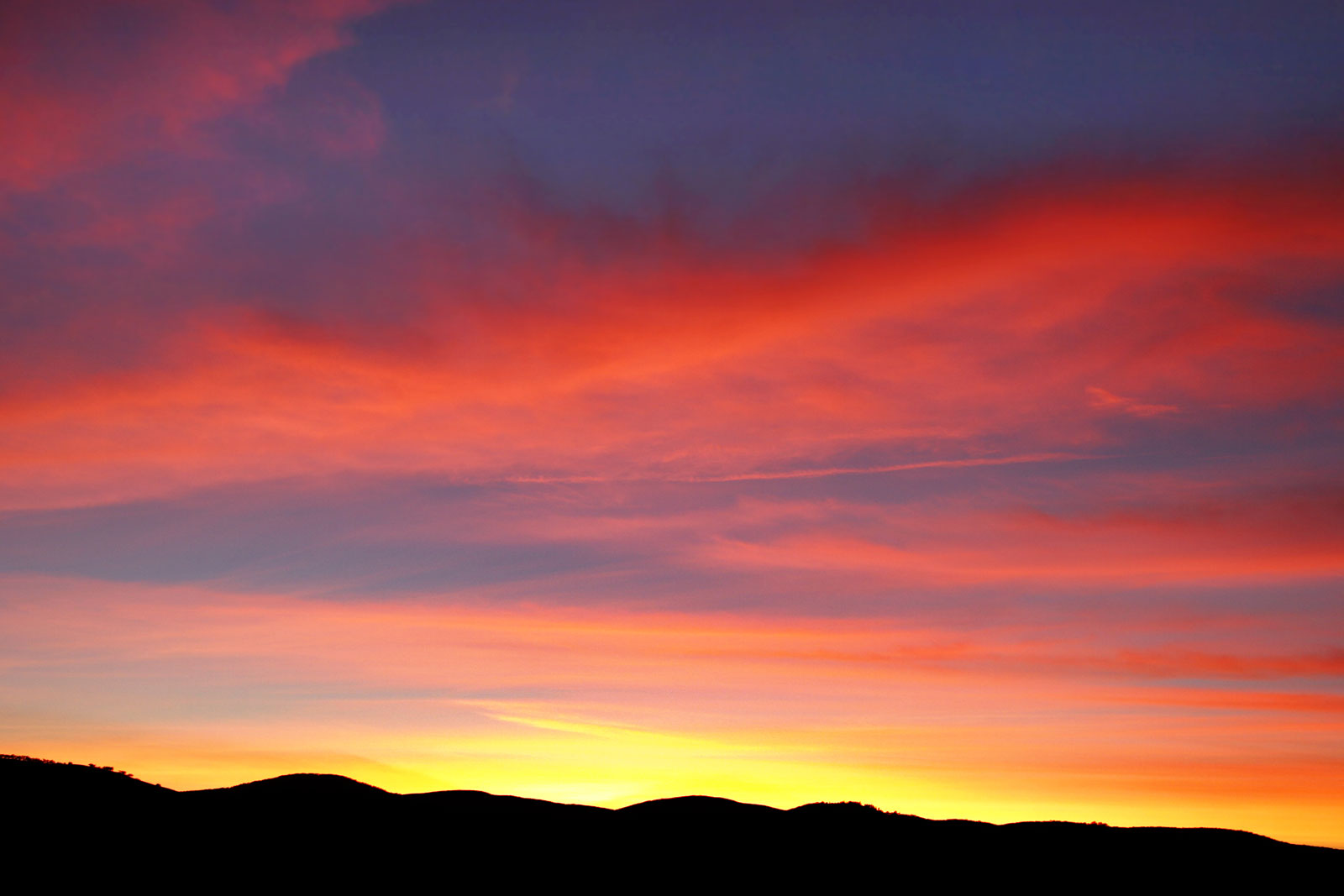
오대리아에서 비치는 노란색의 해돋이 전경
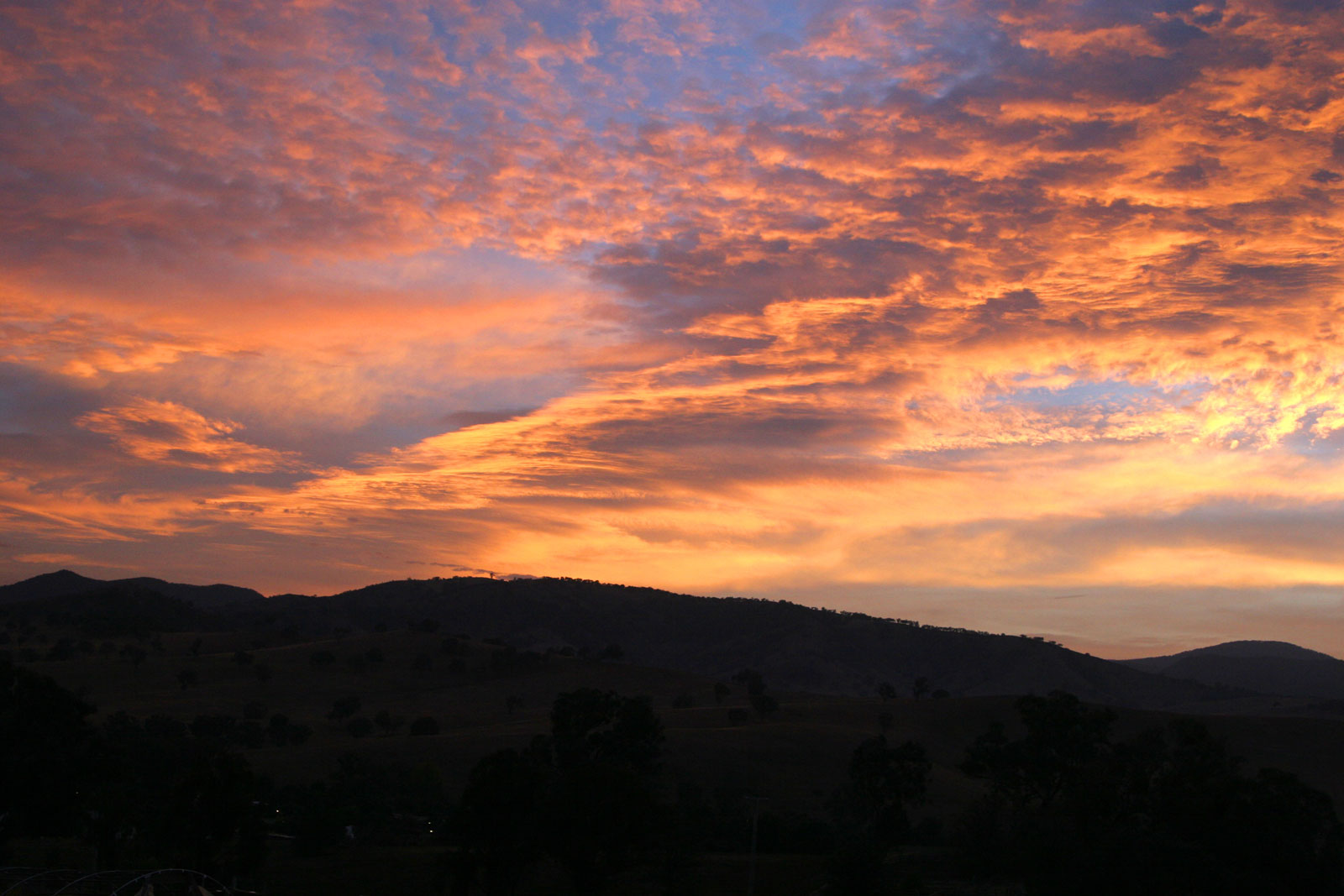
오대리아의 해돋이 전경
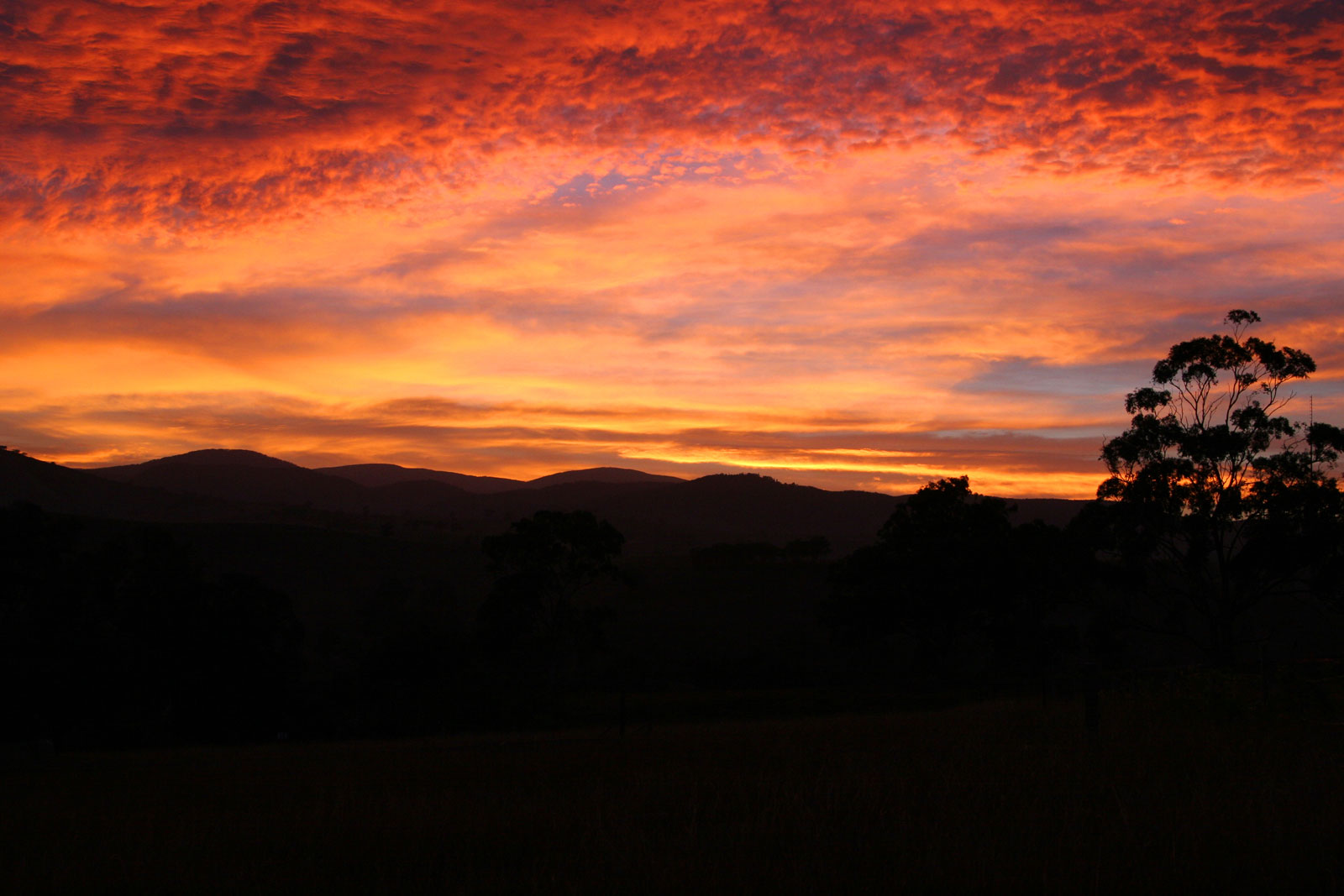
오대리아의 해돋이 전경
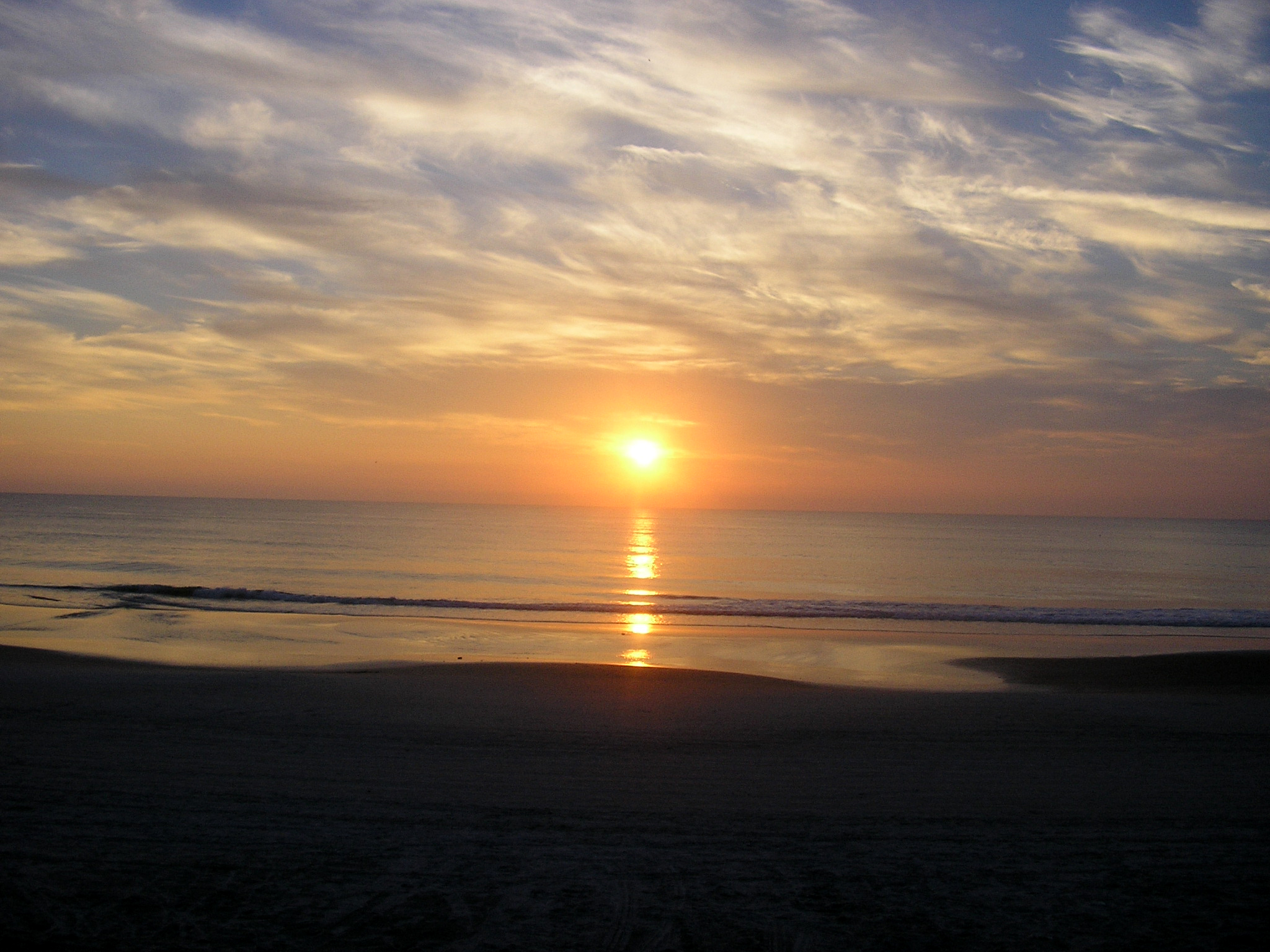
미국 플로리다 주의 해돋이 전경
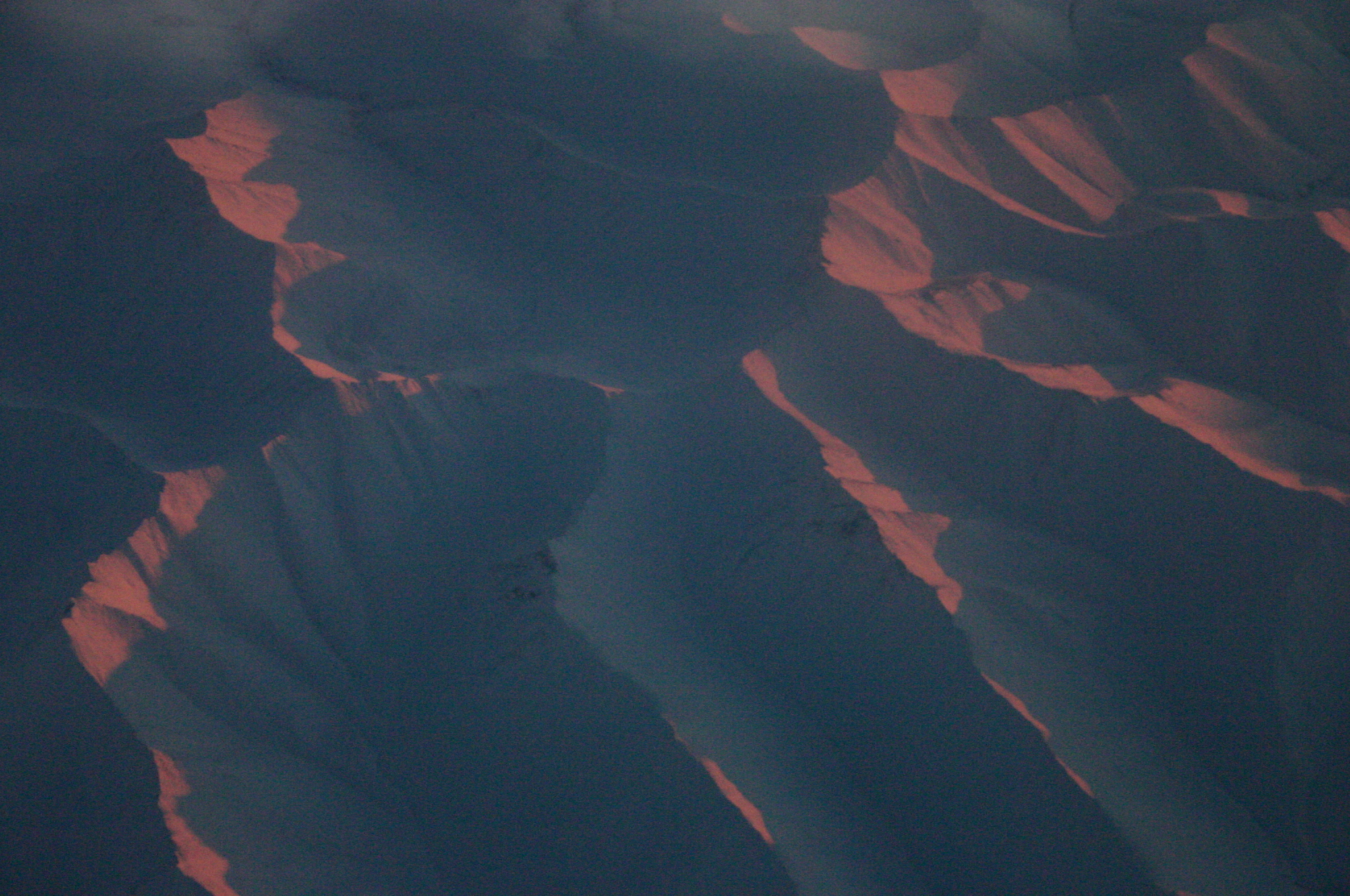
러시아 시베리아의 해돋이 전경
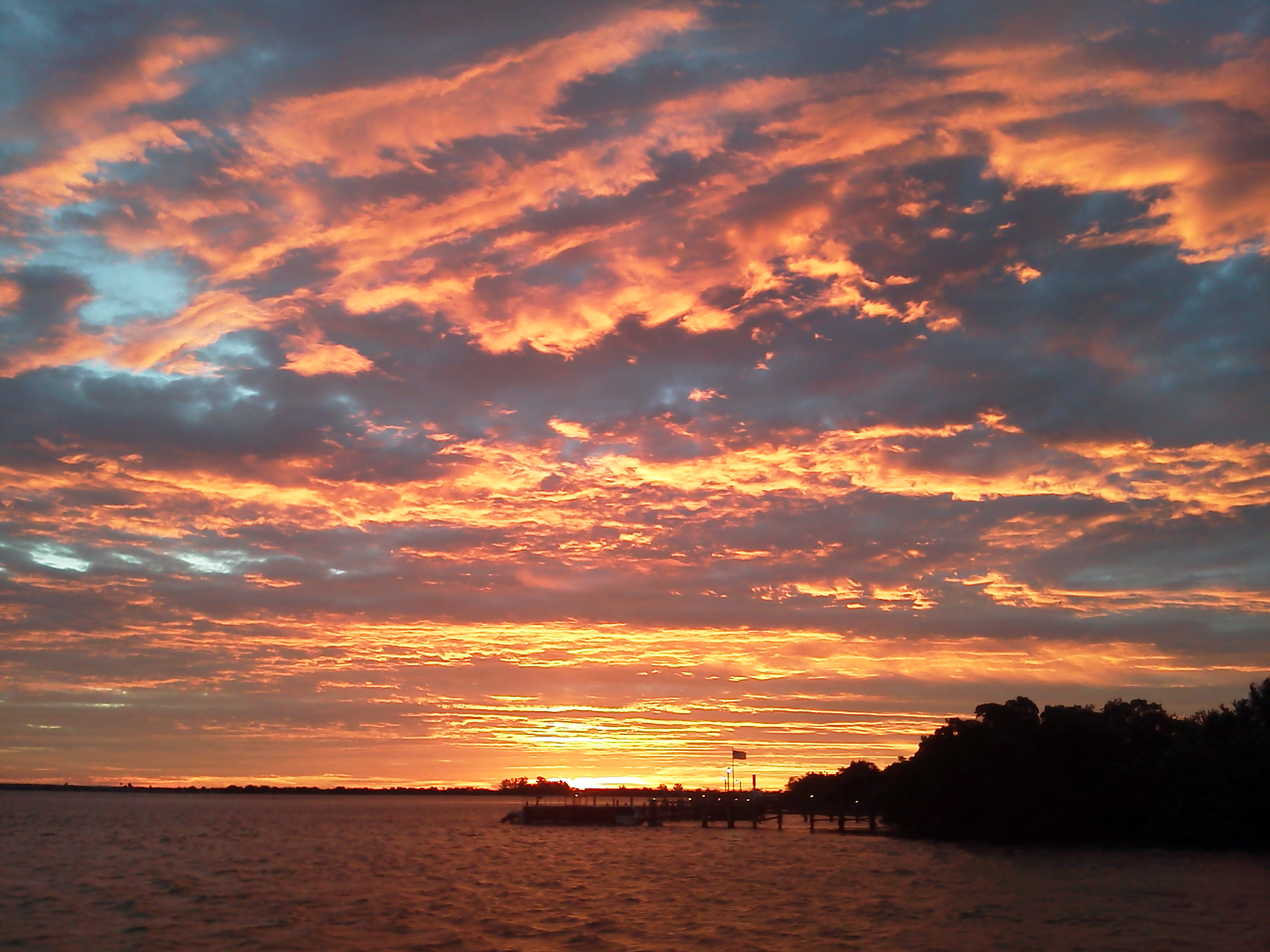
플로리다에서 일출
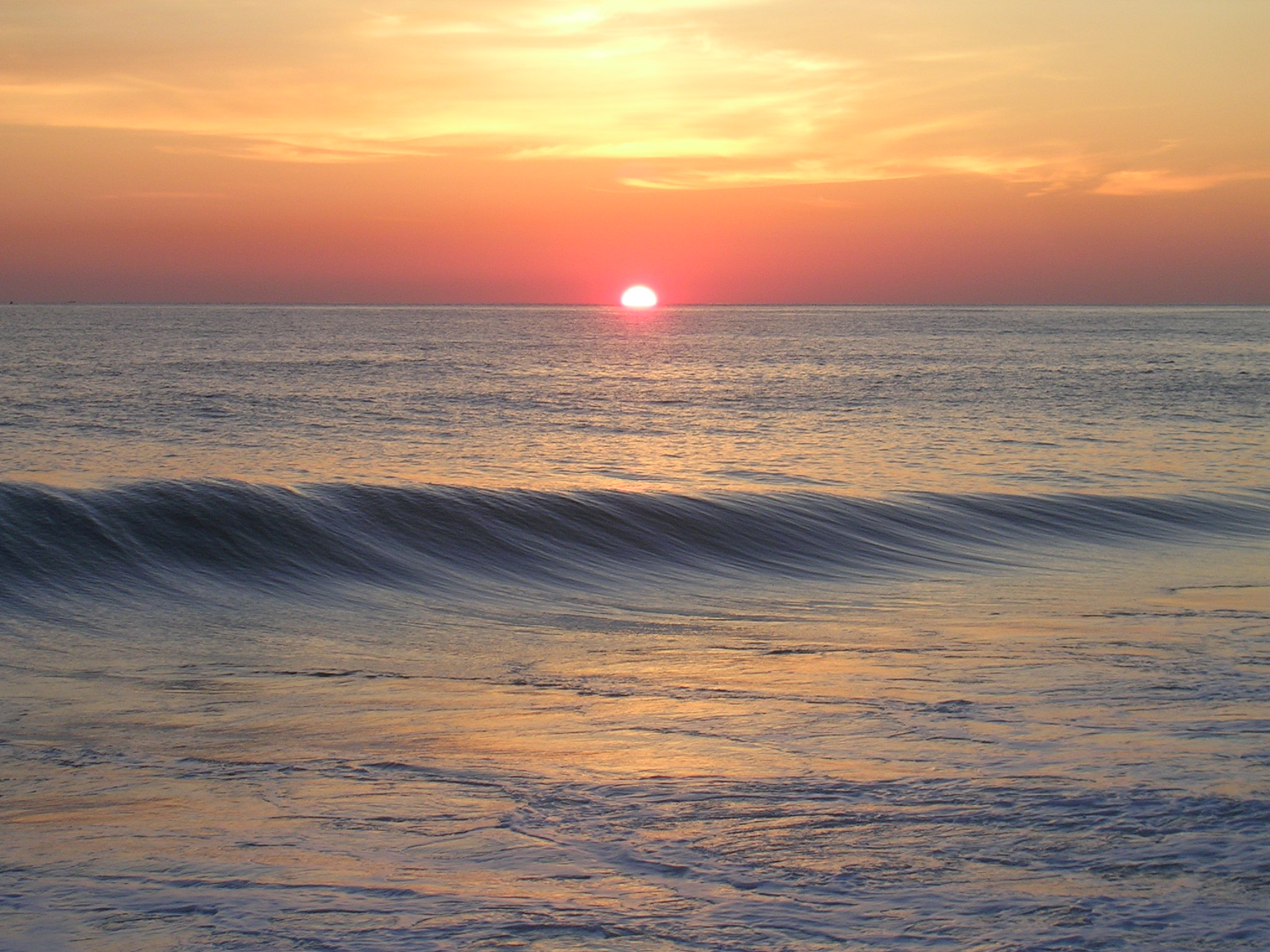
동해의 해돋이 전경

## 같이 보기
- 해넘이